# Borstplaat (snoepgoed)
Borstplaat (ook: suikergoed) is een snoepgoed gemaakt uit water of melk, suiker en een smaakstof, zoals vanille of cacao.
Borstplaat wordt voornamelijk gegeten in de periode rond Sinterklaas. In de tijd dat suiker in Nederland alleen nog gemaakt werd van suikerriet, dat ver weg groeide en met schepen opgehaald moest worden, was suiker een duur product. Het werd dan ook alleen gebruikt bij groots gevierde feesten, zoals bruiloften of het sinterklaasfeest. Gespecialiseerde banketbakkers zorgden ervoor dat de suiker verwerkt werd tot suikerbeesten, hartjes enzovoort.

## Oorsprong
De allereerste snoepjes ontstonden in 1510 in Vlaanderen. Het werd suikerwerk genoemd. Om dit te maken smolt men rietsuiker en voegde er bepaalde smaken aan toe. Het was in het begin vooral populair in de hogere kringen. Zo lieten verscheidene Duitse keizers suikerwerken naar hun hof brengen vanuit de Zuidelijke Nederlanden en werden er zelfs kleine suikerbeeldjes gemaakt bij belangrijke gebeurtenissen.
In 1747 ontdekte Andreas Sigismund Marggraf, een Duitse apotheker dat je suiker goedkoper kon produceren door het uit bieten te halen. Vanaf toen was suikerwerk ook voor het gewone volk bereikbaar.